# Duane Eddy
Duane Eddy (26. dubna 1938 Corning, New York, USA – 30. dubna 2024 Franklin) byl americký rokenrolový kytarista a hudební skladatel. Proslavil se hity jako „Rebel Rouser“, „Peter Gunn“ a „Because They're Young“. Na kytaru začal hrát ve svých pěti letech.
V roce 1987 obdržel cenu Grammy. Roku 1994 byl uveden do Rock and Roll Hall of Fame a otisk jeho ruky se nachází na Rockwalk. Čtyři z jeho písní, konkrétně „Cannonball“, „Rebel Rouser“, „Moovin n groovin“ a „Forty Miles of Bad Road“, byly použity v počítačové hře Mafia II.